# Hanspeter Müller-Drossaart

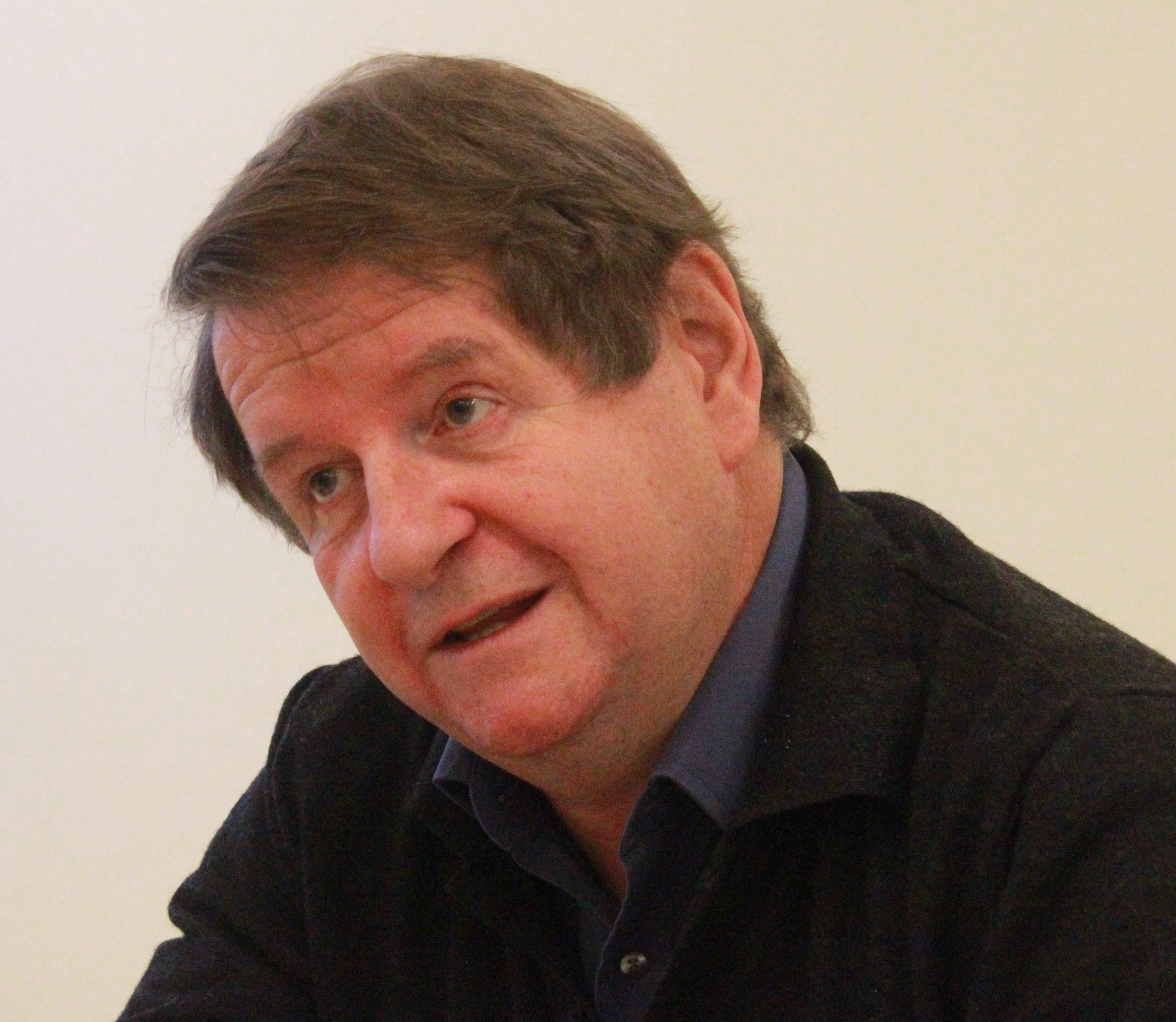
Hanspeter Müller-Drossaart (2015)

Hanspeter Müller-Drossaart; auch bekannt als Hanspeter Müller (* 21. September 1955 in Sarnen) ist ein Schweizer Schauspieler.

## Leben
Hanspeter Müller-Drossaart wurde in Sarnen im Kanton Obwalden geboren, wo er seine ersten Lebensjahre verbrachte, danach ist er nach einem Umzug der Familie in Erstfeld aufgewachsen und hat ab seinem 13. Lebensjahr die Internatsschule am Kollegium Sarnen absolviert.
Nach seiner Ausbildung zum Schauspieler und Theaterpädagogen an der Schauspiel-Akademie Zürich war er Ensemble-Mitglied beim Theater am Neumarkt Zürich, am Schauspielhaus Zürich und am Wiener Burgtheater. Seit 2004 ist er als freischaffender Schauspieler besonders in Kino- und Fernsehfilmen sowie als Sprecher tätig. 2010 erschien Sennentuntschi, eine Verfilmung der gleichnamigen Sage, in der Müller-Drossaart die Rolle des Notter übernahm. Die Figur des Berner Stadtoriginals Dällebach Kari hat er 2010 im gleichnamigen Musical und 2012 im Spielfilm Eine wen iig von Xavier Koller verkörpert.
Zusammen mit seinen Kollegen Stefan Gubser, László I. Kish und Andrea Zogg hat er seit 2007 zwei Komödien auf zahlreichen Kleintheaterbühnen der Schweiz aufgeführt. 2008 zeigte er mit Obsi/Nitsi sein erstes Kabarettprogramm. Am 25. März 2010 erfolgte die Uraufführung seines zweiten Programms Unteranderem im Casinotheater Winterthur, mit dem er anschliessend gegen Ende des Jahres auf Tour ging. Am 15. Februar 2012 war die Premiere seines dritten Programms Menü 3 im Casinotheater Winterthur.
Zu seinem 60. Geburtstag veröffentlichte er im Herbst 2015 seinen ersten Lyrik-Band Zittrigi fäkke – Gedichte in Obwaldner Mundart. 2018 folgte mit Gredi üüfe eine zweite Gedichtsammlung, diesmal in Urner Mundart. 2024 erhielt er den Innerschweizer Kulturpreis, «weil er im traditionell eher kargen und rauen Sprachgebrauch der Obwaldner und Urner Mundarten auf einzigartig-feinsinnige Weise poetische Dimensionen entdecke.»
Müller-Drossaart ist verheiratet und hat zwei Kinder. Sein Sohn Livius spielt den Jungen Johnny im Kinofilm Papa Moll und die Entführung des fliegenden Hundes (2017).

## Filmografie
- 1992: Benny’s Video
- 1994: Tatort: Herrenboxer (Fernsehreihe) – Regie: Christian von Castelberg
- 1998: Vollmond – Regie: Fredi M. Murer
- 1999: Beresina oder Die letzten Tage der Schweiz – Regie: Daniel Schmid
- 1999–2001: Lüthi und Blanc (Fernsehserie)
- 2002: Füür oder Flamme
- 2003: Elisabeth Kübler-Ross – dem Tod ins Gesicht sehen (Off-Kommentar) – Regie: Stefan Haupt
- 2004: Sternenberg – Regie: Christoph Schaub
- 2004: Ferienfieber
- 2005: Havarie
- 2005: Tod eines Keilers (Der Keiler, Fernsehfilm)
- 2006: Jeune Homme
- 2006: Grounding – Die letzten Tage der Swissair
- 2006: Cannabis – Probieren geht über Regieren
- 2006: Die Herbstzeitlosen
- 2007: Breakout
- 2007: Marmorera
- 2008: Nordwand
- 2008: Tatort: Herz aus Eis
- 2009: Frühling im Herbst
- 2010: Der letzte Weynfeldt
- 2010: Sennentuntschi
- 2010: Verstrickt und Zugenäht – Regie: Walter Weber
- 2011: Fliegende Fische müssen ins Meer
- 2012: Eine wen iig, dr Dällebach Kari
- 2013: Dinu – der Schwerkraft entgegen – Regie: Simon Aeby
- 2014: Der Koch
- 2014: Helen Dorn: Unter Kontrolle
- 2015: Uli Hoeneß – Der Patriarch
- seit 2015: Der Bozen-Krimi (Fernsehreihe)
  - 2015: Wer ohne Spuren geht
  - 2016: Das fünfte Gebot
  - 2016: Herz-Jesu-Blut
  - 2017: Am Abgrund
  - 2020: Blutrache
  - 2020: Zündstoff
  - 2023: Die Todsünde
- 2016: Gotthard
- 2016: Der grosse Sommer
- 2016: Winnetou – Der Mythos lebt (Fernsehdreiteiler)
- 2021: Wilder
- 2023: Davos 1917 (Fernsehserie)

## Bühne
- 1993: Fritz. Regie: Volker Hesse. Theater am Neumarkt Zürich
- 1993: The Black Rider. Regie: Stephan Müller. Theater am Neumarkt Zürich
- 1996: Top Dogs. UA: Theater am Neumarkt Zürich, Mai
- 1997: Aus der alten Welt. Regie: Thorsten Fischer. Theater am Neumarkt Zürich
- 1998: Die Macht der Gewohnheit. Regie: Harald Clemen. Schauspielhaus Zürich
- 1998: Carleton. Regie: Volker Hesse. Theater am Neumarkt Zürich
- 1998: Gastmahl. Regie: Stephan Müller. Theater am Neumarkt Zürich
- 2006: Kabale und Liebe. Regie: Stephan Müller. Stadttheater Bern
- 2006: Antigone. Regie: Hans-Dieter Jendreyko. OD-Theater Basel
- 2006: Das Wohnzimmer. Regie: Christiane Pohle. Schauspielhaus Zürich
- 2007: Alte Freunde. Regie: Stefan Jäger. UA: Theater Winterthur
- 2008: Obsi/Nitsi. Casinotheater Winterthur
- 2009: Rockerbuebe. Komödie von Ulrike Bliefert mit Musik. UA: Kurtheater Baden
- 2010: Dällebach Kari. Musical von Katja Früh. UA: Thunerseespiele
- 2010: Unteranderem. Überleben Sie gut! UA: Brienz
- 2011: Die Nepotistan-Affäre. Regie: Stefan Huber. Casinotheater Winterthur
- 2011: Spiegel, das Kätzchen. Regie: Paul Burkhart. Theater Winterthur
- 2011: Dällebach Kari.  Musical von Katja Früh. Theater 11 Zürich
- 2012: Im weissen Rössl. Regie: Katja Früh und Patrick Frey. Casinotheater Winterthur
- 2012: Dällebach Kari. Musical von Katja Früh. UA: Ewigi Liebi-Theater
- 2016: Ziemlich Beste Freunde. Regie: Matthias Kaschig. Casinotheater Winterthur
- 2017: Mandragola. Regie: René Schnoz. Klibühni, Das Theater
- 2018: Steibruch – zrugg us Amerika. Regie: Livio Andreina. Landschaftstheater Ballenberg

## Hörspiele
- 2004: Thomas Hürlimann: Mein liebstes Krokodil – Regie: Geri Dillier (Hörspiel – SRF)

## Bücher
- Zittrigi fäkke. Gedichte in Obwaldner Mundart. Bildfluss-Verlag, Altdorf 2015, ISBN 978-3-9524501-0-9.
- Gredi üüfe. Gedichte in Urner Mundart. Bildfluss-Verlag, Altdorf 2018, ISBN 978-3-9524501-3-0.
- Steile Flügel, Gedichte (mundart/deutsch). Wolfbach Verlag, Zürich 2020, ISBN 978-3-906929-43-9.
- Hiäsigs. Gedichte und Geschichten. Bildfluss-Verlag, Altdorf 2024, ISBN 978-3-9525870-1-0.